# Samarangopus speciosus
Samarangopus speciosus är en mångfotingart som först beskrevs av Bagnall 1935.  Samarangopus speciosus ingår i släktet Samarangopus och familjen Eurypauropodidae. Inga underarter finns listade i Catalogue of Life.